# سكوت كليفردون
سكوت كليفردون (بالإنجليزية: Scott Cleverdon)‏ هو ممثل بريطاني، ولد في 31 يوليو 1969 في المملكة المتحدة.

## وصلات خارجية
- سكوت كليفردون على موقع IMDb (الإنجليزية)
- سكوت كليفردون على موقع قاعدة بيانات الأفلام العربية
- سكوت كليفردون على موقع ألو سيني (الفرنسية)
- سكوت كليفردون على موقع أول موفي (الإنجليزية)
- سكوت كليفردون على موقع قاعدة بيانات الفيلم (الإنجليزية)
- سكوت كليفردون على موقع كينوبويسك (الروسية)